# Marokkó címere

Marokkó címere

Marokkó címere egy aranykeretes osztott pajzs. Közepén az Atlasz-hegység vonulatait, előtérben a vörös sivatagot, felül pedig a felkelő napot ábrázolták. A pajzs felett egy királyi korona látható, oldalról pedig egy-egy sárga színű oroszlán tartja. Alul, sárga szalagon egy Korán-idézet olvasható: „Ha segítetek Istennek, Ő is segíteni fog nektek” (In tanszuru lláha janszurukum) (47:7).